# Edwina Spicer
Edwina Spicer (nascida em 1948) é uma jornalista e documentarista zimbabuense. 

## Vida
Edwina Spicer nasceu em 1948 em Belfast. 
Beneficiando-se do crescimento de empresas de produção independentes no Zimbábue (entre 1980 e 1995), seus documentários receberam apoio financeiro de doadores internacionais e da Comissão Católica para a Justiça e a Paz no Zimbábue. 
O documentário de Spicer, datado de 1987, Bilo — Breaking the Silence, foi o primeiro mini-metragem a ser filmado no Zimbábue. Em 1988, apesar do apoio financeiro, a oposição política no Zimbábue impediu-a de concluir o documentário AIDS — A doença assassina. 
Em janeiro de 2002, o filho de Spicer, um ativista do MDC, foi amarrado a uma árvore, espancado e preso por rapto. No mês seguinte, a casa da cineasta foi revistada pela polícia e seu marido também foi preso e detido.  Spicer foi posteriormente detida pela polícia após filmar o líder do MDC, Morgan Tsvangarai, ⁣em Harare. 

## Filmes
- Biko, Quebrando o Silêncio, 1987
- Não há necessidade de culpar, 1993
- Um Lugar para Todos, 1993
- Mantendo a Voz Viva: 15 Anos de Democracia no Zimbábue, 1995
- Dançando fora de sintonia: uma história da mídia no Zimbábue, 1999
- Nunca mais será o mesmo: o crescimento do Zimbábue rumo à democracia 1980–2000, 2000

## Links externos
- Edwina Spicer. no IMDb.